# United Australia Party
Lo United Australia Party fu un partito politico australiano successore del Partito Nazionalista d'Australia scioltosi nel 1931 e predecessore dell'attuale Partito Liberale d'Australia formatosi nel 1945. Fu fondato da Joseph Lyons e James Fenton, precedentemente due ministri laburisti, e altri tre membri laburisti del parlamento appartenenti all'ala più conservatrice; fu fondato in opposizione alla politica economica che James Scullin e il suo tesoriere Ted Theodore stavano applicando negli anni successivi alla grande depressione. In questo contesto i 5 membri laburisti, l'opposizione nazionalista (guidata allora da John Latham, e altri tre membri del parlamento precedentemente nazionalisti (tra cui Billy Hughes, espulso dal partito per aver votato contro la fiducia al governo Bruce nel 1929) formarono il partito sotto la guida di Joseph Lyons nel tentativo di fronteggiare quella che veniva considerata l'incapacità laburista nell'ambito finanziario. Nonostante il grosso del partito veniva dalla classe borghese o altolocata dell'ex-partito nazionalista, la presenza dei membri del parlamento prima laburisti, con dei background proletari, e più di tutti il leader di partito, Lyons, contribuì a dare al partito un'immagine di unità nazionale in grado di superare il concetto relativo alle classi lavoratrici.
Il governo Scullin cadde nel 1931, a causa di un'ulteriore frattura che avrebbe portato alla creazione del partito laburista del Nuovo Galles del Sud. Infatti lo United Australia Party ne approfittò per inoltrare una mozione di sfiducia, che portò ad elezioni anticipate. Le recenti fratture dei laburisti e un leader carismatico nel UAP (Lyons era descritto come toccante nei momenti giusti, aveva inoltre molta cordialità nel dialogo) portarono alla vittoria di quest'ultimo nelle elezioni del dicembre 1931. Il governo Lyons portò a compimento molte delle promesse elettorali, e godé del benessere che si diffondeva a livello mondiale con l'avanzata degli anni trenta.